# Tallinns flygplats
Tallinns flygplats (estniska: Lennart Meri Tallinna lennujaam; engelska: Tallinn Airport) (IATA: TLL, ICAO: EETN) är Estlands största flygplats. Den ligger i stadsdelen Lasnamäe, i östra Tallinn, och är uppkallad efter Lennart Meri.
Tallinns internationella flygplats har en terminal som handhar både in- och utrikestrafik. Terminalen har ett gemensamt incheckningsområde för alla avgångar och en gemensam säkerhetskontroll för både in- och utrikes trafik. Flygplatsen ligger 2,7 nautiska mil sydost om centrum av Estlands huvudstad Tallinn, på den östra stranden av Ülemistesjön. Den var fram till 2009 känd som Tallinn Ülemiste Airport.
Flygplatsen har en enda asfalt/betongbana, 26/08, det vill säga 3 480 meter × 45 meter. Detta är tillräckligt stort för att hantera flygplan av jumbotyp som Boeing 747, sex taxibanor och sjutton terminalportar.

## Historia

### Bakgrund
Före etableringen av den nuvarande flygplatsen i Ülemiste-området var Lasnamäe flygplats (slutligen nedlagd på 1970-talet och därefter bebyggd av bostäder) den primära flygplatsen i Tallinn, och den fungerade som bas för flygbolaget Aeronaut. Efter att Aeronaut gick i konkurs 1928 fortsattes flygtrafiken av Deruluft som istället använde Nehatu, 12 kilometer från Tallinns centrum. Den första sjöflyghamnen vid Ülemistesjöns strand byggdes 1928 till 1929, för att betjäna finländska sjöflygplan. Användningen av denna hamn slutade i samband med andra världskriget.
Den 26 mars 1929 antog Estlands parlament Riigikogu en expropriationslag för att kunna upprätta en offentligägd flygplats med belagda banor. 10 hektar mark exproprierades från Dvigatel aktiebolag och ytterligare 22 hektar från ättlingar till Vagner. 10 miljoner estniska kronor skickades ut till markägare som gottgörelse. Utjämnings- och renoveringsarbeten kostade ytterligare 5 miljoner kronor.

### Tidig drift

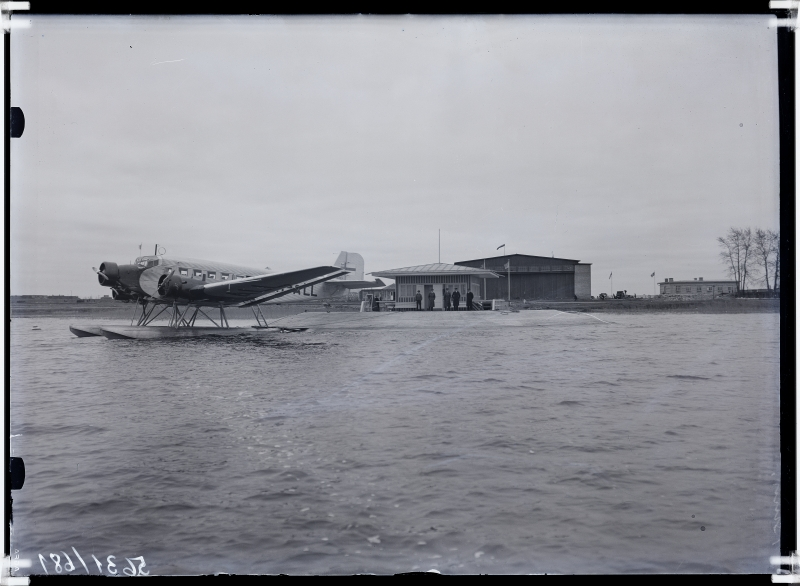
En sjöflygplansversion av Ju 52/3m (flygplanet Kaleva OH-ALL) från Aero O/Y vid rampen mot Tallinns flygplats (1936).

Rampen mot sjösidan av Tallinns flygplats öppnade den 16 november 1931. Den första testlandningen påbörjades av kapten Reissar som lotsade det estniska flygvapnets Avro 594 Avian, med flygplansmärkning 120.
Flygplatsen invigdes officiellt den 20 september 1936 via ett flyg från Berlin Tempelhof Airport, även om den hade varit i drift ett bra tag innan den officiella invigningen. LOT Polish Airlines, som gjort sin första flygning från Tallinn den 18 augusti 1932 med Fokker F.VIIb från Lasnamäe flygplats, flyttade senare sin verksamhet till Tallinn 3. Flygplatsen hade då avgångar i genomsnitt en om dagen.
I april 1935 byggdes en ramp för sjöflygplan på stranden av Ülemistesjön, tillsammans med en liten valvbro och ett tullkontor, vilket gjorde att sjöflygplan kunde flyttas från hamnen. Samma år uppfördes flygplatsens administrationsbyggnad som också till en början fungerade som väntsal för resenärer. Den totala kostnaden för hela flygplatsprojektet, inklusive kostnaden för att bygga flyghangarer, var 25 miljoner estniska kronor.
Banorna var fram till 1936 gräsbelagda, vilket gjorde dem otillgängliga för starter och landningar under vår- och höstsäsongen. Därför var det bara sjöflygplan stationerade vid Ülemistesjön som då kunde genomföra flygningar; under vintermånaderna var det även möjligt att använda sjöns frusna yta som landningsbana för små flygplan. De därefter betongbelagda landningsbanorna, som invigdes tillsammans med öppnandet av flygplatsen, var cirka 40 meter breda och 300 meter långa. Eftersom de var arrangerade i form av en triangel tillät de starter och landningar i sex riktningar. Dessa de första betongbelagda banorna i Estland anlades med 5 396 kubikmeter sten och 4 100 kubikmeter övrigt byggmaterial. Dessutom lades 3 kilometer rörsystem för dräneringsändamål.

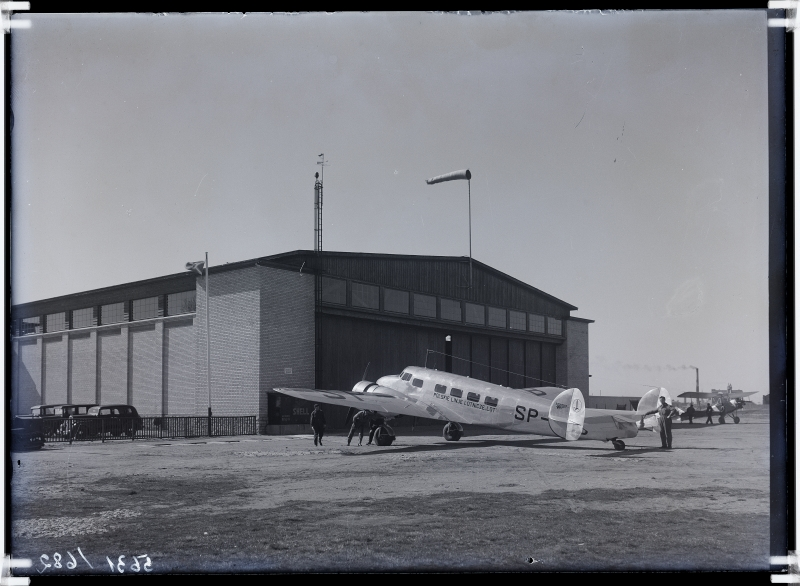
En LOT Lockheed L-10 Electra vid flyghangar på Tallinns flygplats på 1930-talet.

Fram till andra världskriget hade Tallinns flygplats regelbundna förbindelser till utlandet via bland annat Aerotransport (numera en del av SAS-koncernen), Deutsche Luft Hansa, LOT och det finska Aero (numera Finnair). Den 5 april 1937 invigdes sträckan Helsingfors–Tallinn–Warszawa–Jerusalem av Bobkowski, den polske transportministerns assistent. Längden på rutten var 3 187 kilometer och restiden 34 timmar. Antalet passagerare och last växte snabbt, från 4 100 passagerare och 6 730 kg last 1933 till 11 892 passagerare och 14 726 kg last fyra år senare.
Förberedelser och planering för en ny passagerarterminal startade 1938. 14 olika projekt lämnades in till arkitekttävlingen för den nya terminalbyggnaden, en tävling som arkitekten Artur Jürvetson vann i februari samma år. Byggkostnaderna uppskattades till 300 000 estniska kronor. Det första flygplanet från Estlands nationella flygbolag AGO anlände till Tallinns flygplats den 5 oktober 1939, ett plan som flög sträckan Dessau–Königsberg–Tallinn.

### Andra världskriget
Efter att Estland annekterades av Sovjetunionen gavs den 22 juli 1940 order av sovjetiska ockupationsmyndigheter att överföra flygplatsen till det sovjetiska flygvapnet. Alla flygplan som befann sig på flygplatsen vid den tiden, inklusive internerade polska Lockheed 14, två Junkers Ju 52 från AGO och PTO-4 träningsflygplan från Estonian Airclub, flyttades över till Lasnamäe flygplats.
Under den tyska ockupationen tillkännagavs regelbundna internationella förbindelser från den 16 oktober 1941. De första flygningarna inleddes den 15 november 1941, då Deutsche Lufthansa och Aero O/Y inledde trafik på sträckan Helsingfors-Tallinn-Riga-Königsberg-Berlin-Tempelhofs flygplats. Från 1942 till 1944 var Sonderstaffel Buschmann baserad på Tallinns flygplats.

### Efterkrigstiden
Efter andra världskriget återupptogs det civila flygresandet. Den 1938 planerade terminalbyggnaden, som slutfördes 1955 i stalinistiskt snitt, konverterades 1980 till säte för flygplatsens administration.
1980 invigdes en ny terminalbyggnad, i tid för de olympiska sommarspelen där Tallinn arrangerade seglingstävlingarna. Terminalbyggnaden formgavs av den Moskvabaserade ryske arkitekten Michail Piskov, som låtit sig inspireras sig av äldre estniska trösklador.

Mellan 1945 och 1989 var Aeroflot det enda flygbolag som betjänade flygplatsen. Man flög dock endast till andra flygplatser inom Sovjetunionen, vilket innebar att flygplatsen inte användes för utrikestrafik.

Flygdestinationer från Tallinn, 2018.

### Senare år
Estniska SSR liberaliserades gradvis under slutet av 1980-talet. Bland annat tilläts SAS 1989 inleda trafik på rutten Stockholm–Tallinn, något som återetablerade Tallinn som en del av internationellt flygplatsnätverk.
1991 bröt sig Estland loss ur det sönderfallande Sovjetunionen, och flygplatsen i Tallinn var del av det nygamla landets kontakter med omvärlden. 2006 moderniserades flygplatsterminalen, och flygplatsen gavs det officiella namnet Lennart Meri Tallinna lennujaam, 'Lennart Meri Tallinns flygplats', efter den tidigare presidenten Lennart Meri (1929–2006). 20 november 2006 landade George W. Bush i sitt Air Force One på flygplatsen, som den första sittande amerikanska presidenten att besöka Estland. Två år senare gjordes en förlängning av flygplatsterminalen med 1,4 hektar ny yta, två ombyggda och sju helt nya gater.
2015 gick det nationella Estonian Air (etablerat 1991) i konkurs, efter EU-krav på återbetalning av statligt företagsstöd. Bolaget ersattes dock omgående av det nya bolaget Nordica, även det statsägt. 2016 förlängdes landningsbanan, och året efter kopplades flygplatsen samman med Tallinns centrum via förlängning av spårvagnslinje 4.
Efter en kraftig nedgång av flygtrafiken under covid-19-pandemin återtog flygplatsen senare sina tidigare passagerarsiffror. Juni 2024 blev den mest aktiva månaden i flygplatsens historia, med nästan 329 000 passagerare under månaden. De mest populära destinationerna var då i fallande ordning Stockholm, Helsingfors, Riga, Frankfurt och Antalya. Totalt betjänades 38 olika flygplatser. Bland flygbolagen hade Airbaltic en 25-procentig andel av passagerarna, följt av Ryanair med 17,6 procent och Lufthansa med 10,6 procent. Samma månad flög totalt drygt 8 000 resenärer via någon av de andra flygplatserna i Estland (Kuressaare, Tartu, Kärrdal och Pärnu), vilket belyser Tallinns flygplats helt dominerande ställning i landet.
Pandemin drabbade det statliga bolaget Nordica hårt, och 2024 fanns planer på en privatisering. Efter brist på villiga köpare av bolaget beslutade man att gå i konkurs.

## Bilder

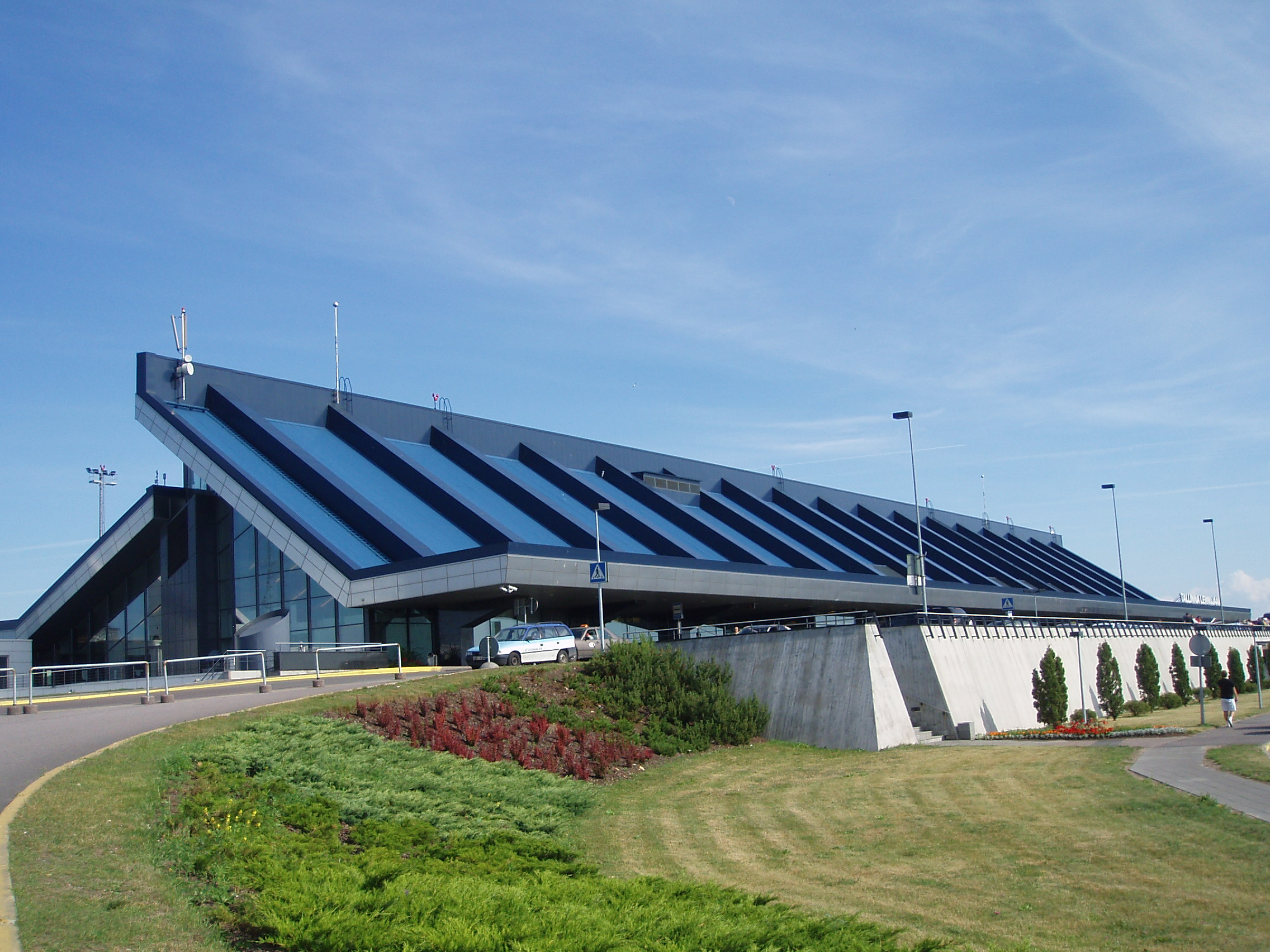
Terminalbyggnad i juli 2006.
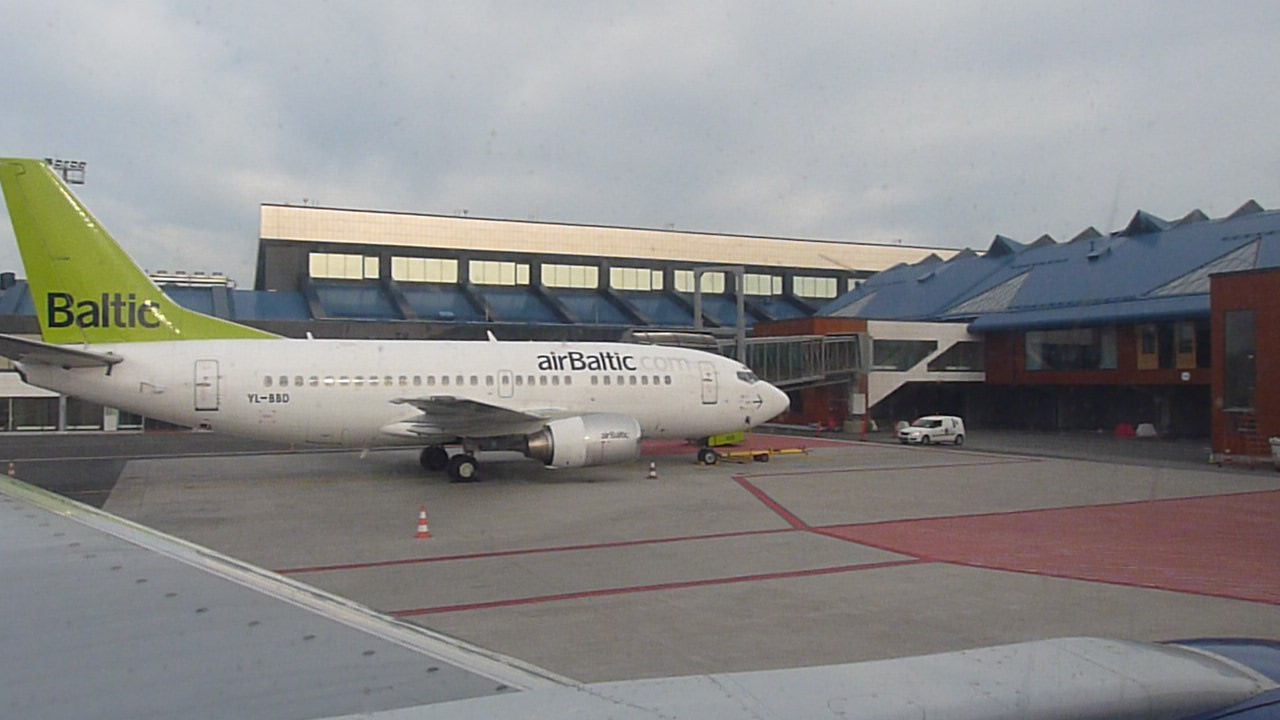
Air Baltic-plan i juli 2009.
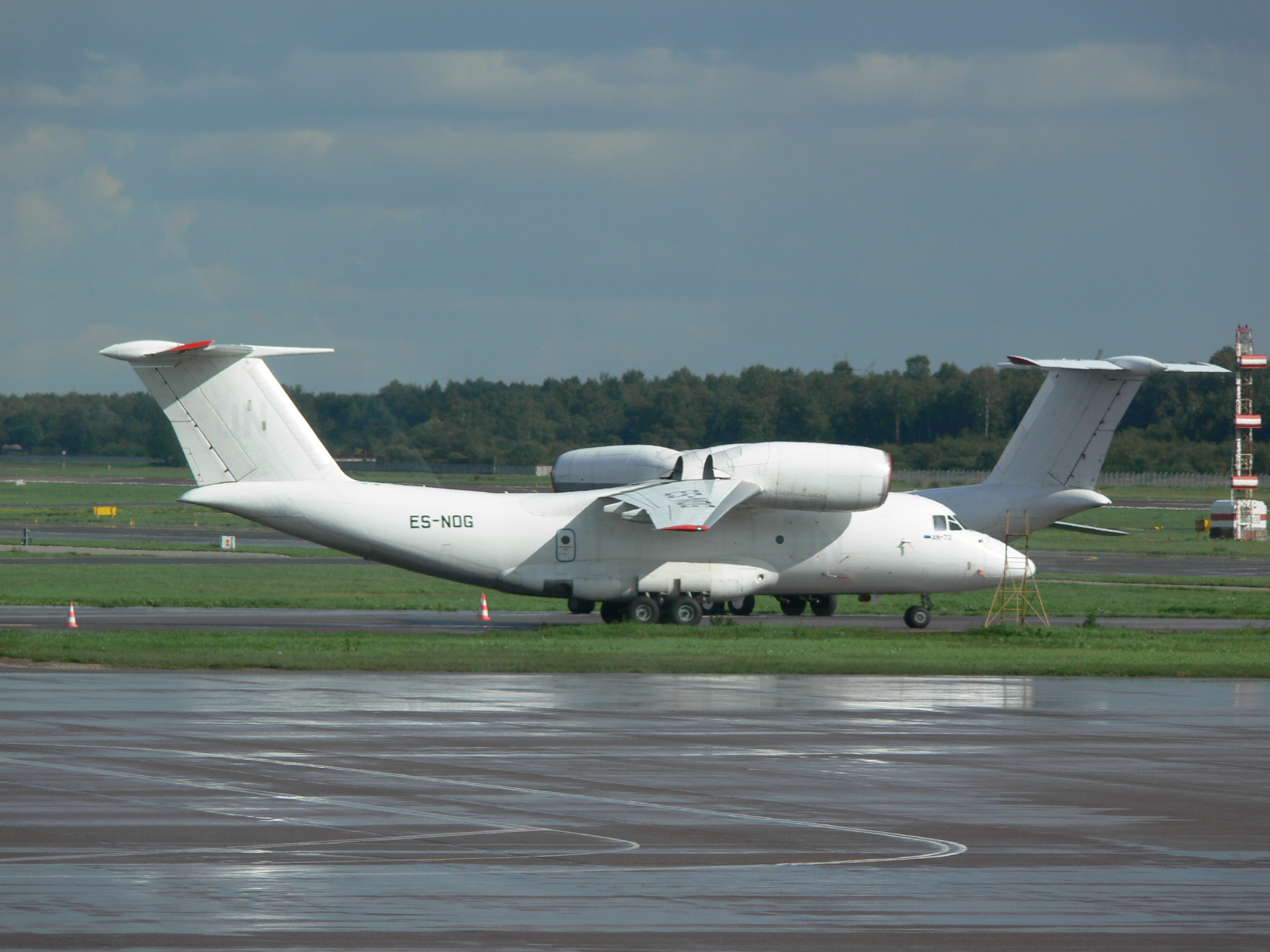
Antonov An-72, augusti 2006.
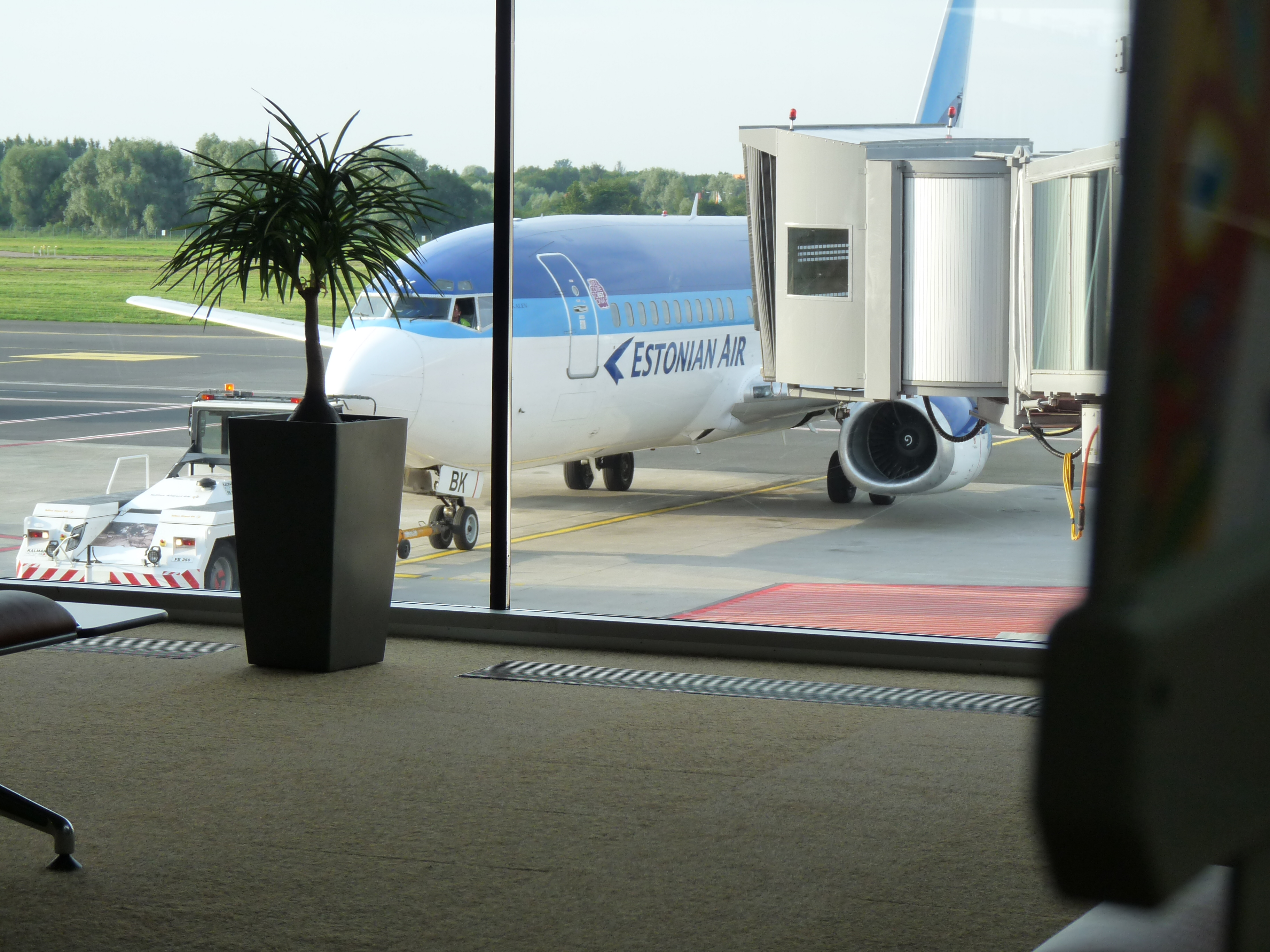
Förberedelse inför ombordstigning, juli 2009.